# Predela (oltar)
Predela je platforma ali stopnica na katerem stoji oltarni nastavek (predel ali pretel langobardsko = nizka lesena ploščad, ki služi kot osnova za kos pohištva). 
V slikarstvu je predela slika ali skulptura vzdolž okvirja na dnu oltarnega nastavka. V kasnejših srednjeveških in renesančnih oltarnih podobah, kjer je glavna tabla sestavljena iz scene z velikimi statičnimi figurami, je bilo normalno, da je bila predela spodaj, s številnimi malimi narativnimi slikami, ki prikazujejo dogodke iz življenja osebe, ki ji je delo posvečeno, bodisi Kristusa, Device Marije ali svetnikov. Običajno je bilo tri do pet majhni scen v vodoravni vrsti.
So pomembne v umetnostni zgodovini, saj je imel umetnik več svobode od ikonografskih konvencij na glavni tabli in jih je mogoče videti le od blizu. Kot same glavne table, ki so postale bolj dramatične v času manierizma, se predele niso več slikale in da so postale redke že sredi 16. stoletja. Prizori na predeli so zdaj pogosto ločeni od ostalega dela oltarne slike in so v muzejih.
Primeri predel:
- Duccio - Maestà (Duccio) - ena najzgodnejših predel.
- Lorenzo Monaco - Dogodki v življenju svetega Benedikta (okoli 1407-1409) .
- Luca Signorelli - Čaščenje pastirjev (okoli 1496).
- Andrea Mantegna - oltar v baziliki san Zeno, (1459), Verona
- Stanley Spencer - Sandham Memorial Chapel, Burghclere, Hants